# 川島健 (モデル)
川島 健（かわしま けん、11月24日 - ）は、日本のモデル、俳優。1973年、東映の特撮テレビ番組『仮面ライダーV3』（毎日放送）に悪の組織デストロンを追うインターポールのデストロハンター5号・佐久間ケン役で出演した。

## 出演作品

### テレビドラマ
- 仮面ライダーV3 （1973年 - 1974年、MBS） - 佐久間ケン
  - 第29話「ドクトル・ゲー 最後の挑戦！」（1973年）
  - 第30話「ドクトル・ゲー！ 悪魔の正体は？」（1973年）
  - 第31話「呪いの大幹部 キバ男爵出現!!」（1973年）
  - 第32話「鬼火沼の怪 ライダー隊全滅!?」（1973年）
  - 第35話「キバ男爵 最後の変身」（1973年）
  - 第36話「空の魔人 ツバサ軍団」（1973年）

### CM
- 中外製薬
- 野村證券

### 雑誌
- 培倶人

### スチール
- ヤマハ カレンダー